# 栄 (我孫子市)
栄（さかえ）は、千葉県我孫子市の町名。郵便番号270-1141。住居表示の実施地域。

## 地理
北は並木、北東は我孫子、東は泉、南は寿、西は本町に隣接している。

## 世帯数と人口
2017年（平成29年）4月1日現在の世帯数と人口は以下の通りである。
| 町丁 | 世帯数  | 人口    |
| ---- | ------- | ------- |
| 栄   | 768世帯 | 1,927人 |

## 小・中学校の学区
市立小・中学校に通う場合、学区は以下の通りとなる。
| 番地 | 小学校                     | 中学校               |
| ---- | -------------------------- | -------------------- |
| 全域 | 我孫子市立我孫子第一小学校 | 我孫子市立白山中学校 |

## 施設
- 栄地区集会所
- 栄北公園
- 栄東公園
- 栄南公園
- 栄ハナミズキ公園
- 栄堀尻公園
- 市保存緑地（開発により消滅）

## 交通

### 道路
- 主要地方道
  - 千葉県道8号船橋我孫子線